# チャールズ・ヨーク
チャールズ・ヨーク（英語: Charles Yorke PC、1722年12月30日 - 1770年1月20日）は、グレートブリテン王国の法律家。1770年1月に大法官に任命されたが、その3日後に自殺したことで知られる。

## 生涯
初代ハードウィック伯爵フィリップ・ヨークの次男としてロンドンで生まれ、ケンブリッジ大学コーパス・クリスティ・カレッジで教育を受けた。1740年代初期に兄フィリップとともに『アシニアン・レターズ』を共作、文学での才能を示した。1745年、大逆罪を犯した者の資産没収法についての論文を書き、カロデンの戦いの後に父がスコットランドのジャコバイト貴族に与えた刑罰を弁護した。翌年、弁護士資格免許を得た。
父が大法官を務めていたこともあり、ヨークは1747年に大法官府裁判所に閑職を得て、同年にライゲート選挙区で当選して庶民院議員になった。その後、1768年までライゲート選挙区の議員を務めた後、同年にケンブリッジ大学選挙区に鞍替えした。彼は庶民院で父による婚姻法改革（後の1753年婚姻法につながる改革）を支持する演説をした。1750年12月13日、王立協会フェローに選出された。
1751年、イギリス東インド会社の法律顧問になり、1756年に法務次官に任命された。彼は在任期間を通して大ピットの外交政策を支持した。
1761年に大ピットとともに辞任したが、1762年のビュート伯爵内閣で法務長官に就任した。続くグレンヴィル内閣（1763年 - 1765年）ではジョン・ウィルクスの『ノース・ブリトン』紙で提起された問題について政府に助言を与え、『ノース・ブリトン』紙の誹謗中傷を反逆罪にあたらず微罪にすぎないとした。1763年11月に法務総裁を辞任すると、大ピットはヨークを野党に引き込もうとした。ヨークはウィルクスの件について、大ピットと同じく一般逮捕状を批判したものの、議会特権が誹謗罪に適用できないと演説して大ピットの誘いを退けた。この演説はホレス・ウォルポールから大いに賞賛された。それ以降、ヨークはロッキンガム派の一員になり、1764年にドーヴァー市裁判所判事に選出された後1765年に第1次ロッキンガム侯爵内閣で再び法務総裁に就任、内閣の政策形成に貢献した。彼は印紙法廃止と宣言法制定を支持したほか、ケベックに関する憲法を起草、後の1774年ケベック法につながった。
1766年にチャタム伯爵内閣が成立してチャタム伯爵とグラフトン公爵が権力を握ると、ヨークは辞任して、以降の4年間に議会での弁論にほとんど関わらなかった。1770年、大法官カムデン男爵が罷免されると、グラフトン公爵から大法官就任を要請されたが、ヨークはそれ以前にロッキンガム派にグラフトン公爵の下で公職に就かないことを誓っていた。しかし、国王ジョージ3世が今就任しなければ以降大法官になる機会が2度と訪れないと圧力をかけると、ヨークは圧力に屈し、1770年1月17日に大法官と枢密顧問官に任命された。同日に兄の邸宅に向かい、野党の指導部に会うと、ヨークは恥辱を感じて自宅に飛び帰り、3日後の1770年1月20日に自殺した。ヨークをモーデン男爵に叙する特許状はすでに起草されていたが、彼は死の直前に特許状の正式化を拒否した。

## 家族

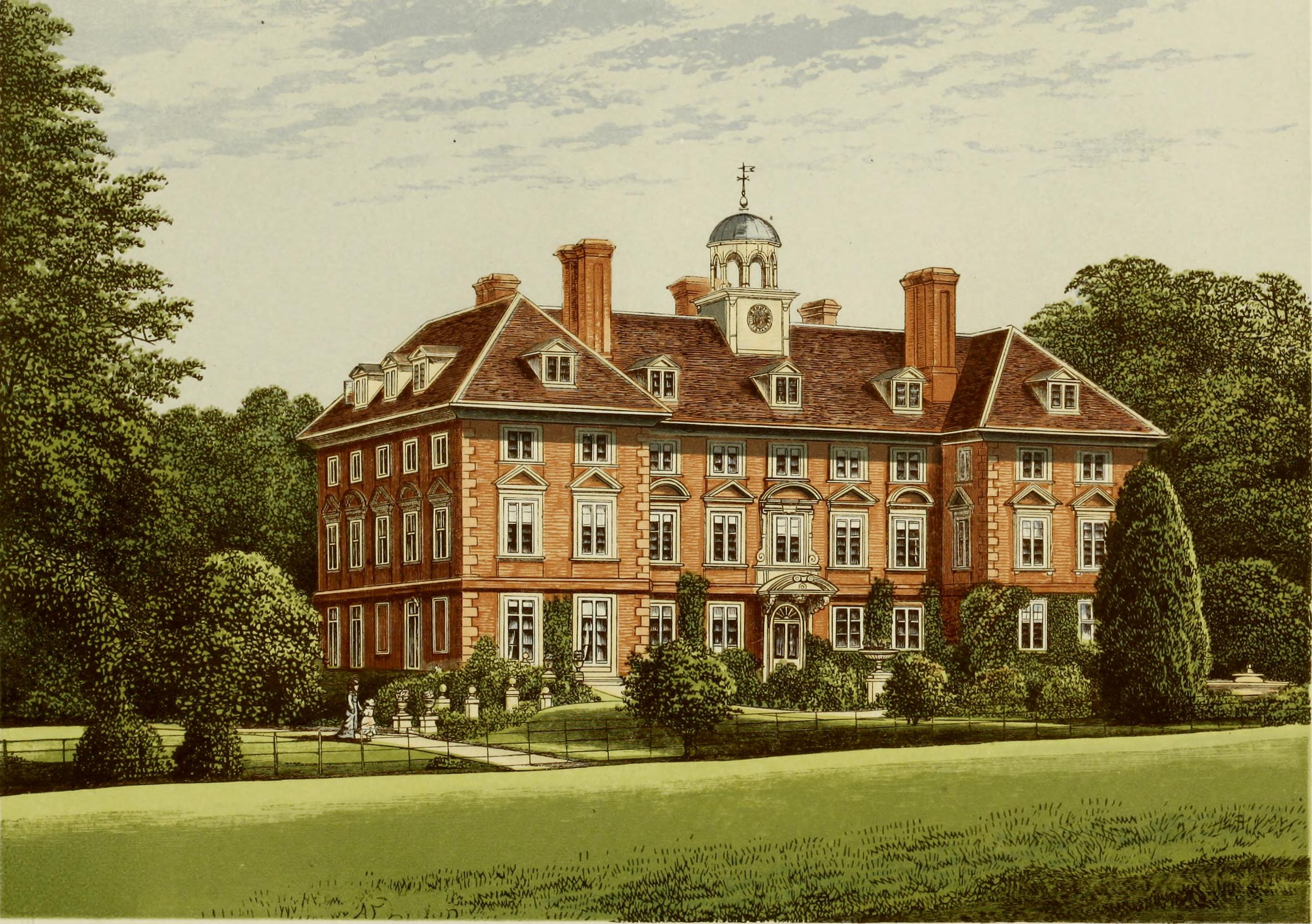
タイテンハンガー・ハウス、1840年。

ヨークは2度結婚した。1755年5月19日、ヨークはキャサリン・ブラウント・フリーマン（Katherine Blount Freeman）と結婚、1男をもうけた。
- フィリップ（1757年 - 1834年） -  第3代ハードウィック伯爵

1762年12月30日、アグネタ・ジョンソン（Agneta Johnson）と結婚して、2男1女をもうけた。
- チャールズ・フィリップ（英語版）（1764年 - 1834年） - 政治家
- キャロライン（1765年8月29日 - 1818年7月26日） - 初代セント・ジャーマンズ伯爵ジョン・エリオット（英語版）と結婚
- ジョセフ・シドニー・ヨーク（英語版）（1768年 - 1831年） - 海軍提督

キャサリンはハートフォードシャーのセント・オールバンズ近くのタイテンハンガー・ハウスの相続人だった。